# Dakar-Lagos-Highway
Der Dakar-Lagos-Highway ist ein internationales Fernstraßenprojekt, das zwölf westafrikanische Staaten von Mauretanien im Nordwesten der Region bis nach Nigeria im Osten miteinander verbindet, einschließlich zweier Zubringerstraßen in Länder ohne Meerzugang, Mali und Burkina Faso.
Das östliche Ende der Fernstraße ist Lagos in Nigeria. Einige Organisationen, wie z. B. die Economic Community of West African States (ECOWAS), betrachten Nouakchott in Mauretanien als ihr westliches Ende, andere, wie z. B. die United Nations Economic Commission for Africa, Dakar in Senegal. Daher gibt es für diese Straße auch folgende Namen:
- Nouakchott–Lagos Highway
- Lagos–Nouakchott Highway
- Dakar–Lagos Highway
- Lagos–Dakar Highway
- Trans-African Highway 7 im Netz der Trans-African Highways
- Trans-West African Coastal Highway

## Route und Zustand

### Gesamtlänge und Straßenzustand
Die Länge der Route beträgt 4560 km, wovon 83 % oder 3777 km laut den Unterlagen der Afrikanischen Union (AU) asphaltiert sind, bzw. 4010 km, wovon laut der African Development Bank (ADB) 3260 km asphaltiert sind (in letzteren Angaben ist die Strecke Nouakchott-Dakar mit 560 km Länge nicht enthalten). Es gibt ca. neun nicht asphaltierte Abschnitte und einige asphaltierte Abschnitte müssen dringend erneuert werden. Auf der gesamten Strecke hat die Fernstraße zwei Fahrspuren, mit Ausnahme einer kurzen vierspurigen Strecke im östlichen Drittel. Die ADB-Berichte von 2003 geben an, dass 32 % der Straße in schlechtem Zustand, 9 % in gutem Zustand und 59 % in befriedigendem Zustand sind.

### Betreiberorganisationen
Die Fernstraße ist ein Projekt der ECOWAS und der New Partnership for Africa's Development (NEPAD) der AU, mit Unterstützung der African Development Bank (ADP). Die Route gilt als Nr. 7 (TAH 7) der Trans-African Highways, die neun Routen umfasst.

### Route
Folgende Städte und Staaten verbindet die Route:
- Nouakchott in Mauretanien – vorhanden, nach:
- Dakar in Senegal (Fahrspur) – vorhanden, nach:
- Banjul in Gambia – vorhanden, wobei einige Strecken nicht asphaltiert sind, durch Gambia und den südlichen Senegal nach:
- Bissau in Guinea-Bissau – vorhanden, nach Quebo; es fehlt eine kurze Strecke zur Grenze nach Guinea, wo der Bau einer Brücke über den Fluss Kogon im Jahre 2004 begonnen werden sollte;
- Es fehlt eine 200 km lange Strecke in Guinea von der Grenze bis nach Boké;
- in Guinea, von Boké nach Conakry (Fahrspur) und der Grenze nach Sierra Leone ist vorhanden;
- in Sierra Leone wird eine Renovierung eines 126 km langen Stückes von Pamalap nach Freetown (Fahrspur) benötigt, das Teilstück nach Bandajuma existiert, 97 km neue Straße mit einer neuen Brücke über den Moa River nach Zimmi wird benötigt, weiter zur liberianischen Grenze;
- in Liberia gibt es den Abschnitt von Monrovia landeinwärts nach Ganta, wobei der ca. 100 km langer Abschnitt Ganta-Tappita-Tobli-Grenze zur Elfenbeinküste fehlt;
- in der Elfenbeinküste wird ein neuer Abschnitt zur liberianischen Grenze von Toulépleu nach Blolekin gebraucht, wobei die Straße von dort über Yamoussoukro und Abidjan zur Grenze von Ghana komplett ist:
- in Ghana existiert die Straße über Cape Coast und Accra zur Grenze nach Togo und 31 km östlich von Akatsi bis nach Dzodze sind durch eine neue Straße parallel zur alten ersetzt worden;
- die 80 km durch Togo sind durch eine neue Straße unter nördlicher Umgehung von Lomé ersetzt worden;
- der Abschnitt in Benin durch Cotonou und Porto-Novo existiert bis zur nigerianischen Grenze;
- ca. 60 km von der Grenze nach Lagos in Nigeria existieren ebenfalls.

### Bemerkungen
1. Zwischen Monrovia und Abidjan verlässt die Fernstraße die Küste und verläuft 400 km landeinwärts. Ursprünglich sollte sie der Küste folgen und die Elfenbeinküste hat eine Asphaltstraße westlich Abidjans entlang der Küste nach Tabou in der Nähe der liberianischen Grenze gebaut. Liberia jedoch baute keine Asphaltstraße entlang der Küste nach Monrovia, und so benutzte man die landeinwärts liegende Straße.
2. Das östliche Drittel der Route durch die Elfenbeinküste, Ghana, Togo und Benin nach Lagos ist die längste komplett fertige Strecke und wahrscheinlich die älteste und am meisten befahrene, sodass sie heute beschädigt und zudem laufend verstopft ist und Bypässe in Togo und dem südöstlichen Ghana gebaut werden mussten.
3. Die längste nicht asphaltierte Strecke und die größten Lücken in der Route gibt es in Guinea, Sierra Leone und Liberia, wobei die beiden letztgenannten sich immer noch von den Jahren des Bürgerkrieges erholen müssen.

## Zubringerstraßen und andere internationale Fernstraßen
Bamako in Mali und Ouagadougou in Burkina Faso (die beiden Länder der ECOWAS ohne Zugang zum Meer) sind schon mit der Küstenfernstraße über Asphaltstraßen nach Abidjan, Accra und Lomé verbunden. Lagos ist durch das größte Netzwerk von Asphaltstraßen in Westafrika, in Nigeria, angeschlossen und besitzt Verbindungen zu den Nachbarländern Niger, Tschad und Kamerun.
Der Dakar-N’Djamena-Highway ist ein weiteres ECOWAS-Projekt und führt parallel zur Küstenfernstraße, wobei die Länder der Sahelzone Westafrikas von Dakar nach N’Djamena im Tschad miteinander verbunden sind.
Zwei weitere Straßen sind ebenfalls in Aufbau von Lagos zum Trans-West African Coastal Highway:
- der Algier-Lagos-Highway nach Algier in Algerien, der schon weitgehend asphaltiert ist, und
- der Lagos-Mombasa-Highway, der noch eine große nicht asphaltierte Strecke durch die Demokratische Republik Kongo besitzt. Der Trans-West African Coastal Highway kann dann als das westliche Ende einer Route vom westlichsten zum östlichsten Punkt des Kontinentes mit einer Gesamtlänge von 10.269 km betrachtet werden.